# Rhytipterna simplex
Rhytipterna simplex (лат.) — вид птиц из семейства тиранновых. Выделяют два подвида, номинативный и frederici.

## Распространение
Обитают в Южной Америке на территории Колумбии, Эквадора, Перу, Бразильской Амазонии, Боливии. Также в восточной части Бразилии.

## Описание
Длина тела 19.5-20.5 см; вес 33-38 г. Имеет гладкую серую голову и верхнюю часть тела, с намеком на гребень на макушке; крылья и хвост с коричневатым оттенком; низ тела немного светлее, на горле светло-серый, на брюшке слабый желтовато-зелёный оттенок; радужная оболочка от темно-красного до красновато-коричневого цвета; клюв на кончике слегка загнутый, чёрный, у основания часто розовый; ноги чёрные. От удивительно похожих Lipaugus vociferans отличается меньшими размерами, несколько более бледным оперением, более красными глазами. Самки и предположительно неполовозрелые особи имеют коричневую окантовку на крыльях и рулевых перьях. Представители подвида frederici похожи на номинативный подвид, но темнее сверху и на грудке.

## Биология
Питаются крупными насекомыми, а также фруктами.